# Sommerspiele Melk
Die Sommerspiele Melk sind ein Theaterfestival in Niederösterreich. Sie begannen im Sommer 1961 im Gartenpavillon des Benediktinerstift Melk mit dem Großen Salzburger Welttheater und übersiedelten 2001 in die Wachauarena Melk.
Die literarische Ausrichtung orientiert sich an den kulturellen Agenden des Stifts und wird seit 2010 durch eine Musikrevue ergänzt, die 2017 auch in einer Form für Kinder organisiert wird. 2021 wird das Auftragsstück Die 10 Gebote. #wiewirlebenwollen gegeben, in dem 10 Autor/inn/en je eines der Gebote behandeln. Weiters finden Blasmusik- und Klavierkonzerte statt.
Im Juni 2025 wurde das Auftragswerk Praterstern von Monika Helfer und Michael Köhlmeier in der Wachauarena uraufgeführt.